# Mombasa Roots
Mombasa Roots или Mombasa Roots Band — кенийская музыкальная группа в стиле афро-поп и отель-поп. Они записали одни из самых успешных синглов в кенийской поп-музыке, такие как Disco Chakacha и Kata. Наиболее известный альбом группы — Lele Mama.

## История
Группа была основана в 1977 году «Братьями Джума» из Момбасы, то есть Сулейманом Джумой (клавишные, вокал), Саидом Джумой (менеджер группы) и Эбрахимом Джумой (гитара). Позже к ним присоединились Махмуд Сирадж (гитара и вокал), Хасан Маламбо (труба и вокал), Тамрат Кабеде (ударные) и четвёртый брат Джумы, Ахмед (гитара, саксофон, вокал). Группа выступала вживую по всей Кении.
В 1987 году они записали для Polygram свой дебютный альбом Msa Mombasa, в который входят хиты Disco Chakacha и Kata.
Как и многие кенийские группы, Mombasa Roots в основном выступали вживую в отелях. Это дало им некоторую популярность среди европейских и американских туристов и иностранцев в целом, а также возможность играть за границей (особенно в Германии, Швейцарии, Канаде, Дубае и Омане).
В 1999 году они записали компакт-диск Lele Mama, в который вошли некоторые треки из Msa Mombasa, а также ранее не издававшийся материал.
Несмотря на свой успех, в Mombasa Roots произошла сильная ротация персонала. Большинство членов-основателей ушли в период между 1980-ми и 1990-ми годами: барабанщик Катебе переехал в Швецию, трубач Маламбо оставил музыкальный бизнес, Махмуд Сирадж перешёл в другую группу, а Саид купил ферму. В 1990 году группу также покинул Ахмед Джума и переехал в США, чтобы отучиться на звукорежиссёра. Вернувшись в Кению, он основал одну из первых студий цифровой звукозаписи в стране — Sync Studios. Сулейман, лидер-основатель Mombasa Roots, уехал в 2005 году и переехал жить в Канаду. В группе кардинально поменялся состав. Новыми участниками были Джеки Фриман (вокал), Салим Карама (ударные), Хасан Свалех (клавишные), Эдвард Тойа Фаррар (гитара) и Мохамед Халиф (ударные). Некоторое время в состав коллектива также входили Nazareth Sisters, женский дуэт из Момбасы, а также Саид Тито, Кэтрин Векеса, Адам Соломон и Сьюзан Кахумбу.

## Дискография
- 1987: Msa Mombasa (Jambo Bwana / Msa Mombasa / Mama Sofia / Malaika / Kata / Disco Chakacha / Reggae Sound of Africa / Kasha Langu / Karibishe / Mezea Tu (Lele Mama))
- 1999: Lele Mama (Ngongoro Ngongoro / Imbube / Karibuni / Reggae Sound of Africa / Kasha / Mombasa Island / Meli / Malaika / Karibishe / Mama Sofia / Lele Mama / Jambo Bwana / Disco Chakacha / Kata)